# Romány Pál
Romány Pál (Szajol, 1929. november 17. – Budapest, 2019. december 16.) magyar agrármérnök, MSZMP-s politikus, mezőgazdasági miniszter (1975–1980), az MSZMP Politikai Főiskola utolsó rektora (1988–89).

## Élete
Szajolban született 1929. november 17-én. Középiskolai tanulmányait Szolnokon végezte, ahol már 1947-től bekapcsolódott a népi kollégiumi mozgalomba. Felsőfokú tanulmányait 1949-ben kezdte meg a Magyar Agrártudományi Egyetemen, s már első éves egyetemi hallgatóként Agrárpolitikai Tanszék demonstrátora lett, Nagy Imre tanszékvezető mellett. 1952-ben szerezte meg agrármérnöki diplomáját, melynek birtokában az Állami Gazdaságok és Erdők Minisztériumában helyezkedett el.
1954-ben a területileg Mezőcsáthoz tartozó Keselyűhalmi Állami Gazdaság igazgatója lett. 1956 nyarán a Nógrád megyei, majd Borsod-Heves megyei Állami Gazdaságok Igazgatóságára került termelési igazgatónak. 1961-től egy évtizeden át az MSZMP Központi Bizottsága (KB) Államgazdasági, majd Gazdaságpolitikai Osztályának munkatársa volt, ahol idővel az osztályvezető-helyettesi beosztásig emelkedett. Az államgazdasági osztályon dolgozva részese lett a mezőgazdasági reform előkészítésének is, illetve a Mezőgazdasági és Élelmezésügyi Minisztérium (MÉM), majd a Termelőszövetkezetek Országos Tanácsa (TOT) megszervezésében is közreműködött. Ugyanebben az időben a KB Szövetkezetpolitikai Munkaközösségének titkáraként is dolgozott – Fehér Lajos elnök mellett –, majd egy ideig az elnöki tisztséget is viselte.
1970-től három évig az MSZMP Bács-Kiskun Megyei Bizottságának első titkári posztját töltötte be, majd az MSZMP KB Területi Gazdaságfejlesztési Osztályának vezetésével bízták meg. 1975. július 4. és 1980. június 27. között mezőgazdasági és élelmezésügyi miniszterként dolgozott. Az ő 1979-ben megtett javaslata nyomán döntött úgy az Élelmezésügyi és Mezőgazdasági Világszervezet (FAO) közgyűlése, hogy Élelmezési Világnapot hoz létre, október 16-i dátummal.
Aktív időszaka során végig foglalkozott tudományos tevékenységgel is. A Magyar Tudományos Akadémia Agrártudományi Osztályának, illetve egyes bizottságainak munkájában már 1964-től részt vett; 1972-től 1990-ig az Agrártörténeti Bizottságnak elnöke is volt, 1990-től pedig az Agrártörténeti és Faluszociológiai Bizottság alelnökévé választották. Kandidátusi értekezését 1970-ben védte meg, a mezőgazdasághoz kapcsolható ipari-kereskedelmi tevékenység tematikai kidolgozásával. 1982-ben a Gödöllői Agrártudományi Egyetem címzetes egyetemi tanára lett, 1987-ben pedig egyetemi tanári és rektori kinevezést kapott a Politikai Főiskolán. 1999-ben Agrárpolitika és agrártársadalom Magyarországon (1957-1997) című értekezéséért megkapta a Magyar Tudományos Akadémia Doktora tudományos fokozatot.
A Szent István Egyetem (SZIE) 2001-ben Honoris Causa Doktor, illetve professor emeritus címmel is kitüntette. A felsőoktatásban eltöltött 30 éve alatt az ország számos agrár-felsőoktatási intézményében oktatott (Gödöllő, Kaposvár, Nyíregyháza, Mosonmagyaróvár, Debrecen, Gyöngyös, Szolnok, Pécs) főleg agrárpolitikát, agrártörténetet, agrárökonómiát és szövetkezeti-gazdaságpolitikát. Aktív pályájának az egyik utolsó állomása a SZIE GTK Regionális Gazdaságtani- és Vidékfejlesztési Intézete volt, melynek doktori iskolájában tevékenykedett.
Mintegy kétszáz tanulmány és több egyetemi jegyzet készítése fűződik a nevéhez.
Szajol első díszpolgára volt.

### Kutatható iratanyaga
Miniszteri működési időszakából 1,32 iratfolyóméternyi (11 doboznyi), maradandó értékűnek minősített iratanyaga került az Országos Levéltár, mai nevén Magyar Nemzeti Levéltár Országos Levéltára őrizetébe, ahol az a XIX-K-9-aw törzsszámon kutatható.

## Főbb művei
- A tanyarendszer ma; Kossuth, Bp., 1973 (Új falu)
- Romány Pál–Tamasi Mihály: Agrárpolitikai fordulatok – agrártársadalmi változások; Bába, Szeged, 2002
- Kortársunk az agrárpolitika. Agrárpolitikai, agrárszociológiai tanulmányok az ezredforduló idejéből; Szaktudás, Bp., 2002
- Romány Pál–Szeift Ivánné: Más idők, mai tanulságok Erdei Ferencről; Erdei Ferenc Társaság, Makó, 2006 (Az Erdei Ferenc Társaság füzetei)
- Romány Pál–Varga Gyula–Péter László: Erdei Ferenc világa; Erdei Ferenc Társaság, Makó, 2008 (Az Erdei Ferenc Társaság füzetei)
- Erdei Ferenc. Emlékbeszéd az MTA elhunyt tagjai felett; Erdei Ferenc Társaság, Makó, 2009 (Az Erdei Ferenc Társaság füzetei)

## Fordítás
- Ez a szócikk részben vagy egészben  a   Pál Romány című angol Wikipédia-szócikk ezen változatának fordításán alapul.  Az eredeti cikk szerkesztőit annak laptörténete sorolja fel. Ez a jelzés csupán a megfogalmazás eredetét és a szerzői jogokat jelzi, nem szolgál a cikkben szereplő információk forrásmegjelöléseként.